# 瓦勒多日
瓦勒多日（法語：Val-d'Auge，法語發音：[val doʒ]）是法国夏朗德省的一个市镇，属于干邑区。该市镇于2019年由原市镇欧日-圣梅达尔、昂维尔、博讷维尔和蒙蒂涅合并而成，行政中心位于欧日-圣梅达尔。

## 地名
“瓦勒多日”（Val-d'Auge）一名在法语中意为“欧日之谷”。

## 地理
瓦勒多日（45°47'33"N, 0°5'6"W）面积44.52 平方千米，位于法国新阿基坦大区夏朗德省，该省份为法国西部内陆省份，北起德塞夫勒省和维埃纳省，东临上维埃纳省，东南至多尔多涅省，南至多爾多涅省，西接滨海夏朗德省。
与瓦勒多日接壤的市镇（或旧市镇、城区）包括：韦尔迪耶、蒙斯、鲁亚克、讷维克、布雷东、讷维克堡。
瓦勒多日的时区为UTC+01:00、UTC+02:00（夏令时）。

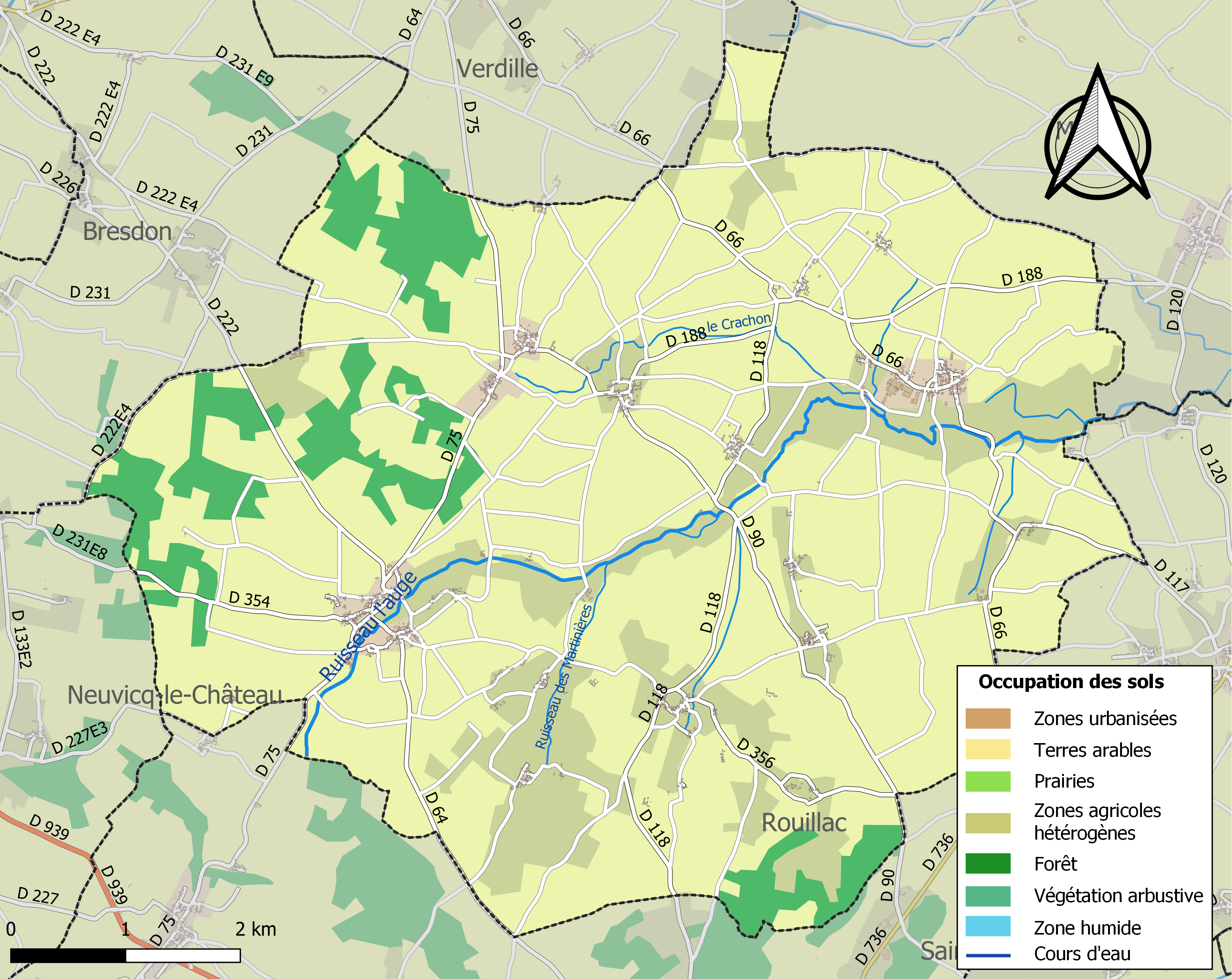
瓦勒多日的OSM定位图

## 行政
瓦勒多日的邮政编码为16170，INSEE市镇编码为16339。

## 政治
瓦勒多日所属的省级选区为努埃尔河谷县。

## 人口
瓦勒多日于2022年1月1日时的人口数量为795人。